# Каракалпакская литература
Каракалпакская литература (каракалп. Qaraqalpaq ádebiyatı) — литература каракалпакского народа или представителей другой национальности, пишущих на каракалпакском языке.

## Древние литературные и культурные памятники

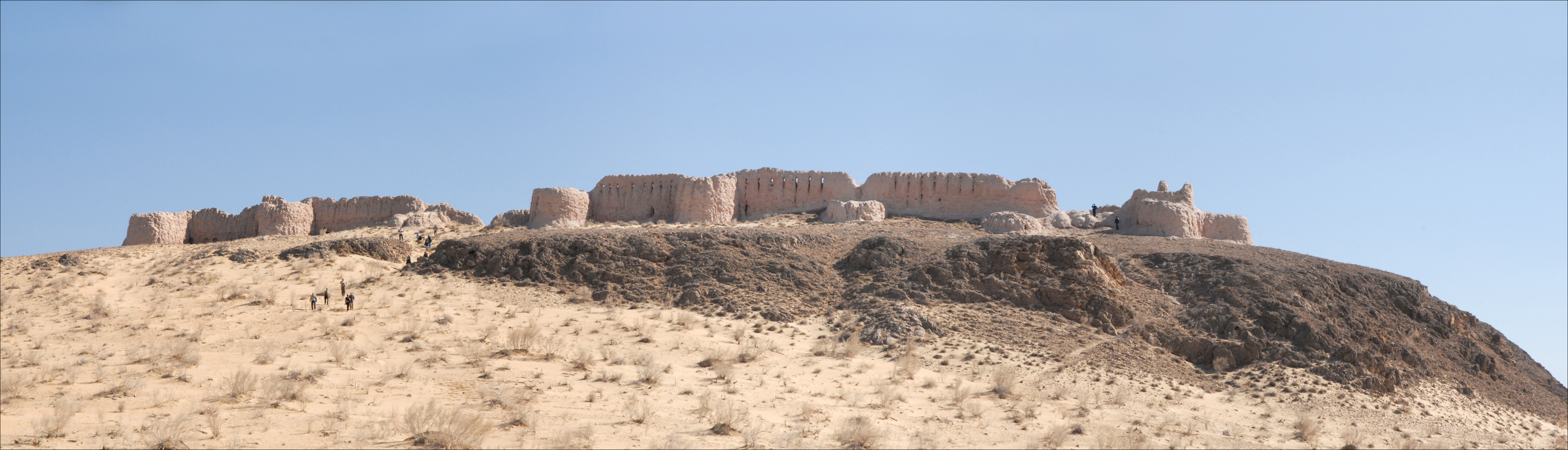
Аяз-кала, современная Республика Каракалпакстан

С древнейших времен среди Каракалпаков рассказываются и передаются из поколения в поколение легенды и предания о происхождении населявших Хорезм племён и народов, о Каюмарсе, Джамшиде, Сиявуше, Рустаме, Даре, Томирис, Шираке, Искандере (Александре Македонском), о женском царстве, горе Ток, Чингизхане, Гулдурсун, деде Коркуте.
К весьма популярным среди каракалпаков легендам можно отнести легенды об Аяз-Кале (крепости Аяза), Гулдурсун, крепости Сорока девушек (каракалп. Qırq-qız-kale), горе Ток (каракалп. Toq-taw).

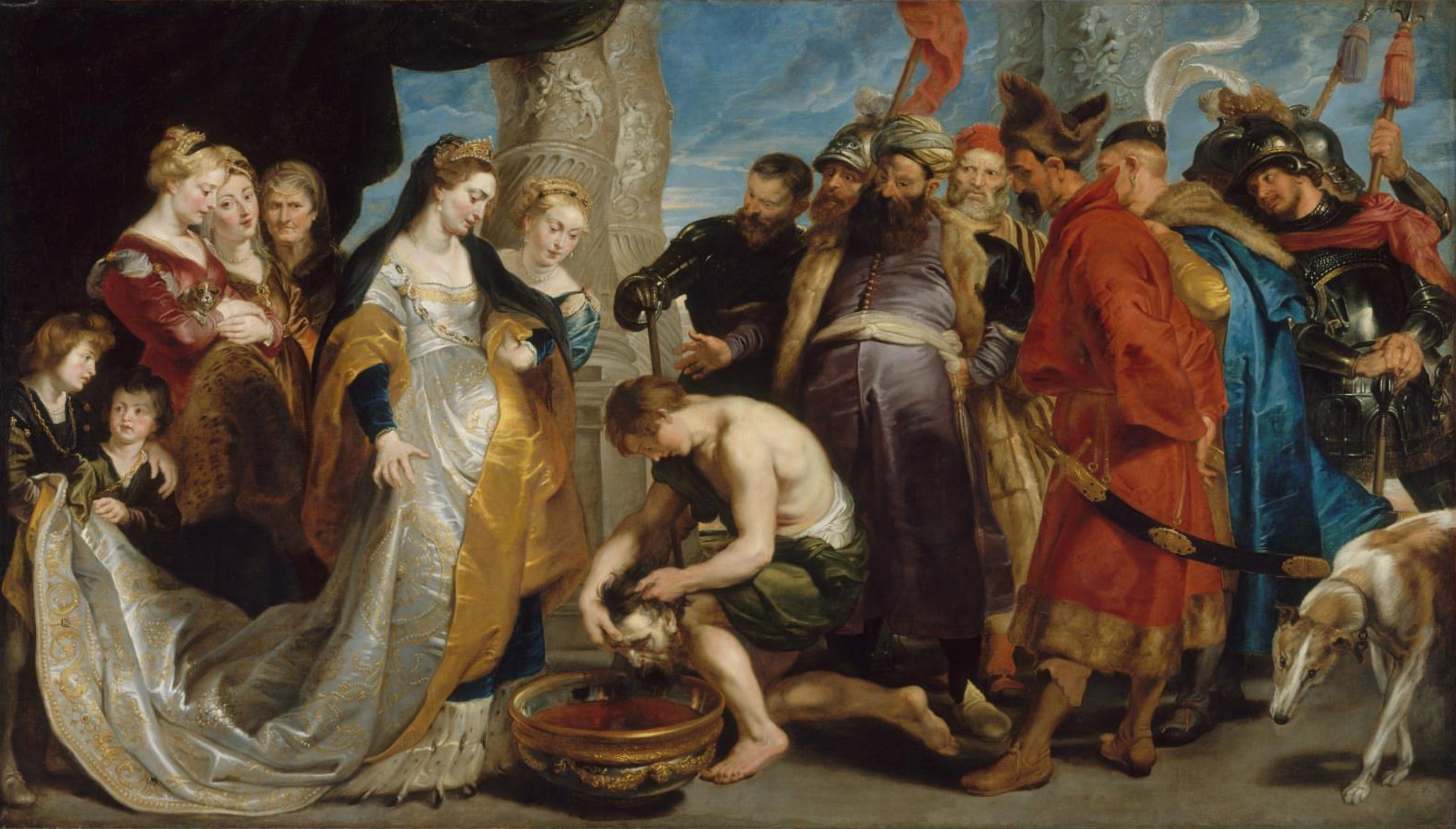
Царица Томирис перед головой Кира. Художник: П. П. Рубенс

Древние письменные литературные памятники тюркских народов отражают условия жизни, историю, обычаи, экономику, искусство слова разных народов различных эпох. Дошедшие до нас памятники письменности сохранились в форме высеченных на камнях надписей, выгравированных на сосудах, монетах текстов, в виде переписанных в последнее время рукописей. Если, например, древняя согдийская письменность представлена документами, отражающими торговые, культурно-политические сношения с соседними государствами, то хорезмийская письменность содержит сведения в основном об исторических событиях хозяйственной деятельности. В памятниках же на древнетюркском языке, к которым относятся орхоно-енисейская письменность и письменный памятник на уйгурском языке — «Книга моего деда Коркута», мы обнаруживаем ряд сведений о жизни тюркских народов с начала нашей эры до X — XI вв., их героических свершениях, об истории и литературе тюркских объединений и племён той эпохи.

### Эпос «Книга моего деда Коркута»
«Книга моего деда Коркута» (каракалп. Kitabi dede Korkut) — это литературное наследие, бытовавшее на огузском языке среди огузских племенных объединений. Повествует о героических свершениях огузов IX в., их борьбе против внешних врагов. Дед Коркут представлен как исторически существовавший жырау (каракалп. jıraw) — сказитель и поэт, добрый наставник народа. На берегу Сырдарьи существовала возведённая в его честь в IX-X вв. гробница — памятник, почитавшийся местным населением как святыня.

### Эпос «Огузнаме»
«Огузнаме» (каракалп. Oguzname) — комплекс эпических легенд о родословной тюрков-огузов и их мифическом прародителе Огуз-кагане (каракалп. Oguz han). Основная идея памятника — борьба Огуза за объединение многочисленных племён и образование единого государства в пределах Средней Азии. Интересно высказывание историка А. Маргулана по этому поводу: «Согласно эпосу, Огуз совершает поход прежде всего с целью объединения этих краёв»

## Литература Ногайской эпохи

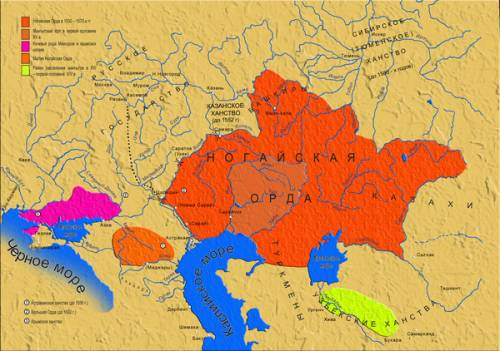
Территория Ногайской Орды.

## Каракалпакская литература XVIII в

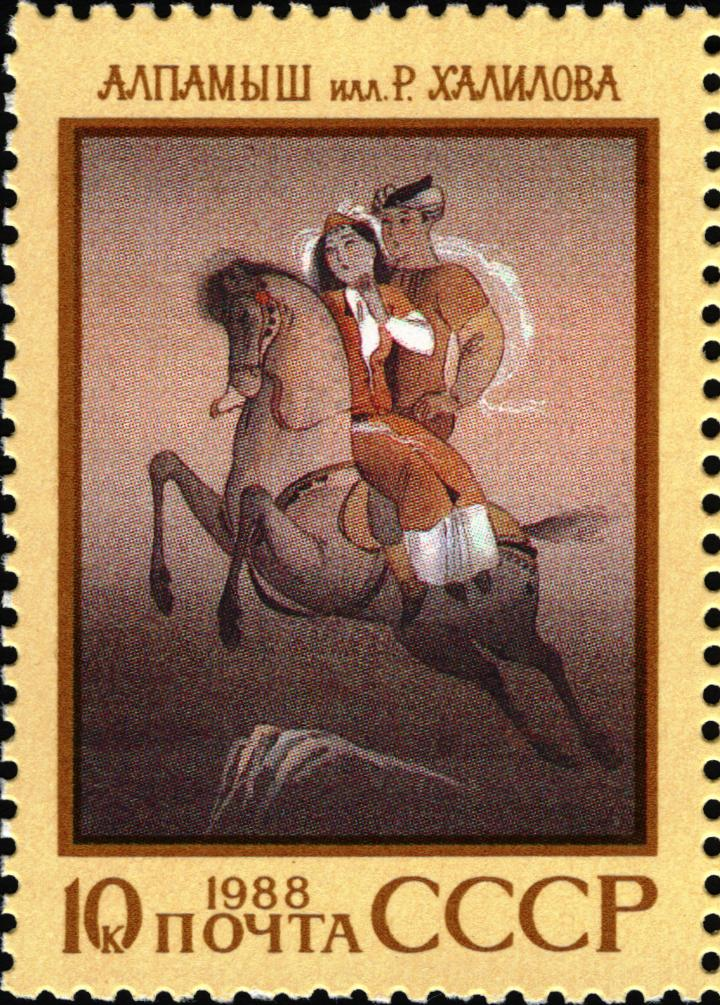
Почтовая марка СССР 1988 г., посвящённая узбекскому народному эпосу «Алпамыш-Батыр»

## Каракалпакская литература XIX в

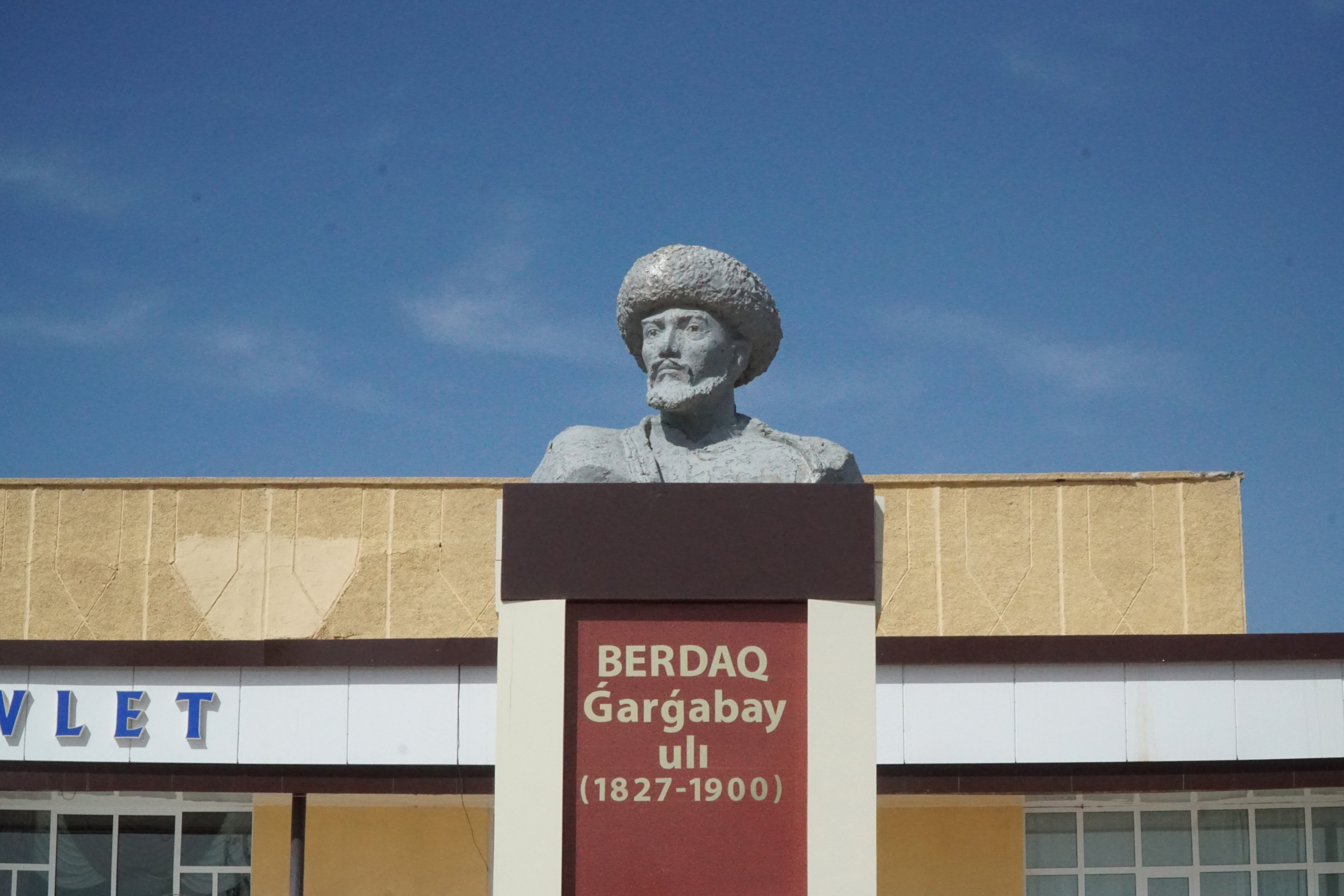
Бюст Бердаха в г. Муйнак, Рес. Каракалпакстан, Рес. Узбекистан

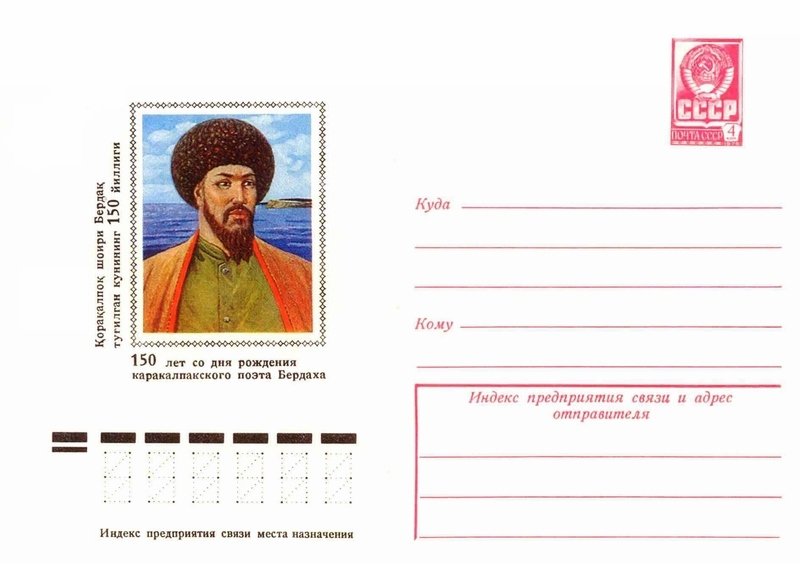
150 лет со дня рождения каракалпакского поэта Бердаха